# Amadeus (compagnia aerea)
Amadeus Flugdienst era una piccola compagnia aerea tedesca. Operava servizi passeggeri nazionali dall'aeroporto di Francoforte-Hahn. Era stata fondata nel 1996, iniziando le operazioni lo stesso anno, e venne chiusa nel luglio del 2004.